# آدری کاواساکی
آدری کاواساکی (انگلیسی: Audrey Kawasaki؛ زادهٔ ۳۱ مارس ۱۹۸۲) یک نقاش اهل ایالات متحده آمریکا است.